# Streitkräfte Kolumbiens
Die Streitkräfte Kolumbiens (spanisch Fuerzas Militares de Colombia) sind die Streitkräfte der Republik Kolumbien.

## Organisation
Die Streitkräfte Kolumbiens bestehen aus folgenden Teilstreitkräften:
- Heer (Ejército Nacional de Colombia)
- Kriegsmarine (Armada Nacional de Colombia)
  - Marineinfanterie (Infanteria de Marina)
  - Küstenwache (Guardacostas)
- Luftstreitkräfte (Fuerza Aérea Colombiana)

Formal unterstehen auch die Policía Nacional de Colombia, die Nationalpolizei Kolumbiens, und diverse paramilitärische Kräfte dem Verteidigungsministerium.
Oberbefehlshaber ist der kolumbianische Präsident. Es besteht ab 18 Jahren eine allgemeine Wehrpflicht. Die Dauer beträgt 18 Monate bei Heer und Luftwaffe, 24 Monate bei der Marine und 12 Monate bei der Nationalpolizei. Frauen können sich freiwillig für den Dienst an der Waffe entscheiden. In der Praxis wird die Wehrpflicht jedoch häufig unterlaufen (es gibt gesetzliche Ausnahmen: „Bachilleres“, Studenten, Einzelkinder usw.), weswegen sich die Streitkräfte fast ausschließlich aus den unteren Schichten rekrutieren. Aufgrund dieser sozialen Ungerechtigkeit war von Präsident Álvaro Uribe angekündigt worden, langfristig eine Berufsarmee einführen zu wollen.

## Geschichte
Die Gründung der Streitkräfte der Republik Großkolumbien erfolgte am 7. September 1821 durch Simón Bolívar. Großkolumbien umfasste die Territorien der bis dahin befreiten Provinzen Venezuela, Ecuador und Neu-Granada. Unter General Francisco de Paula Santander folgten die Siege in der Schlacht von Carabobo (24. Juni 1821) und am Pichincha (1822). General Antonio José de Sucre und der Deutsche Otto Philipp Braun siegten in der Schlacht von Junín am 6. August 1824 über die spanische Kavallerie. In der Schlacht bei Ayacucho (Peru) am 9. Dezember desselben Jahres schlug Sucre die verbliebenen – aber dennoch zahlenmäßig überlegenen – spanischen Streitkräfte (in Abwesenheit Bolívars) und zwang damit die Spanier endgültig, den südamerikanischen Kontinent zu verlassen.
Das heutige Kolumbien ist einer der Staaten, die durch den Zerfall Großkolumbiens im Jahr 1830 entstanden (die anderen sind Ecuador und Venezuela). Bis 1861 wurde es weiter als Nueva Granada (Neugranada) bezeichnet, dann wurde es zu Ehren von Christoph Kolumbus in Kolumbien umbenannt. Nach der von den Vereinigten Staaten unterstützten Sezession Panamas 1903 wurden die Streitkräfte Kolumbiens unter Rafael Reyes reorganisiert. 1919 wurde die Kolumbianische Luftwaffe (Fuerza Aérea Colombiana) gegründet. Der Kolumbianisch-Peruanische Krieg war eine bewaffnete Auseinandersetzung der beiden südamerikanischen Staaten in den Jahren 1932–1934 um einen Amazonashafen. Sie endete mit einem kolumbianischen Sieg und der Wiederherstellung des Status quo.
1948–52 kam es zum Bürgerkrieg zwischen Konservativen und Liberalen, ausgelöst durch die Ermordung des liberalen Präsidentschaftskandidaten Jorge Eliécer Gaitán und seine angekündigte Agrarreform und den darauf folgenden blutigen Unruhen in der Hauptstadt (auch als Bogotazo bekannt). Die Gewalt setzte sich in den folgenden Jahren in ländlicheren Gebieten fort und ist heute als La Violencia bekannt. Der Militär Gustavo Rojas Pinilla wurde durch einen Militärputsch vom 13. Juni 1953 Präsident Kolumbiens. Sein Sturz erfolgte durch einen „Generalstreik“ am 10. Mai 1957.
Die Streitkräfte sind seit 1964 in einen bewaffneten Konflikt mit den Guerillagruppen Fuerzas Armadas Revolucionarias de Colombia – Ejército del Pueblo (FARC-EP) und Ejército de Liberación Nacional (ELN) verwickelt. Nach dem Amtsantritt von Präsident Uribe (2002) hat sich die Zahl der Soldaten um mehr als die Hälfte erhöht. Dienten 2001 noch ca. 190.000 Mann als Soldaten, so dienen in allen Bereichen der Streitkräfte gegenwärtig ca. 250.000 Soldaten. Im Rahmen der Politik der „demokratischen Sicherheit“ sollte sich diese Zahl bis zum Jahr 2010 auf ca. 270.000 Soldaten erhöhen. Hinzu sollten etwa 150.000 Polizisten kommen, von denen jedoch ein Teil als Militärpolizei arbeitet. Für das Jahr 2008 plant die Regierung Kolumbiens 5 % des BIP im militärischen Sektor zu verwenden, womit der BIP-Anteil der Militärausgaben der USA (4,06 %, 2005) übertroffen wäre. Mit einem Budget im Jahr 2007 von 13,9 Mrd. US $ (6,3 % des BIP) lag Kolumbien hinter dem wesentlich größeren Brasilien auf dem zweiten Platz in ganz Südamerika, die Militärausgaben betreffend, was sich aber auch durch die fortwährende Präsenz der aggressiv agierenden Guerillabewegungen erklärt.
Am 30. Oktober 2009 unterzeichneten der kolumbianische Außenminister Jaime Bermúdez und der US-Botschafter William Brownfield ein neues Abkommen, das den USA über einen (verlängerbaren) Zeitraum von zehn Jahren die Nutzung von sieben Militärbasen auf kolumbianischem Territorium erlaubt – mit denselben Zielen wie schon im Plan Colombia. Die Stützpunkte befinden sich in Palanquero, Malambo, Apiay, Cartagena, Málaga, Larandia und Tolemaída. Noch vor der Unterzeichnung stieß das neue Abkommen beim Gipfel der Union Südamerikanischer Staaten (Unasur) auf ein überwiegend negatives Echo, vor allem seitens Venezuelas. Die Spannungen mit Venezuela führten in den Folgejahren zu weiteren Aufrüstungsbemühungen Kolumbiens.

## Militärische Ausrüstung

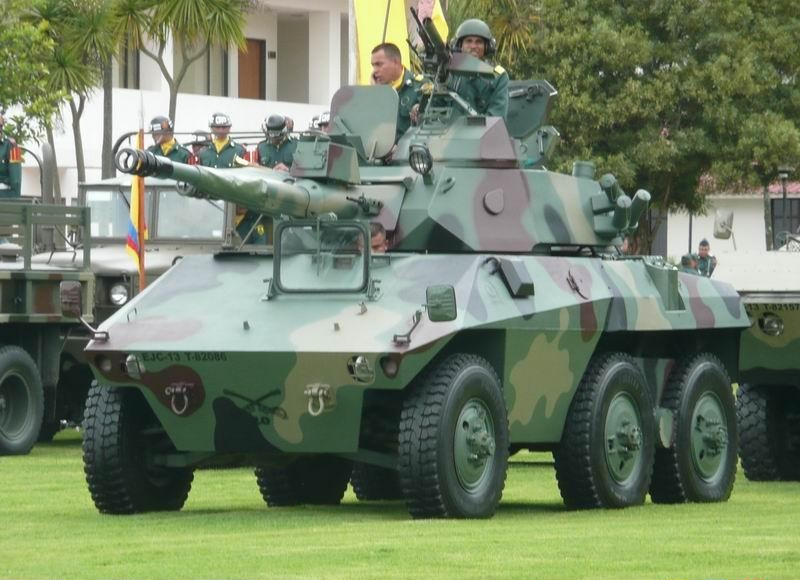
Radpanzer EE-9 Cascavel des Heeres

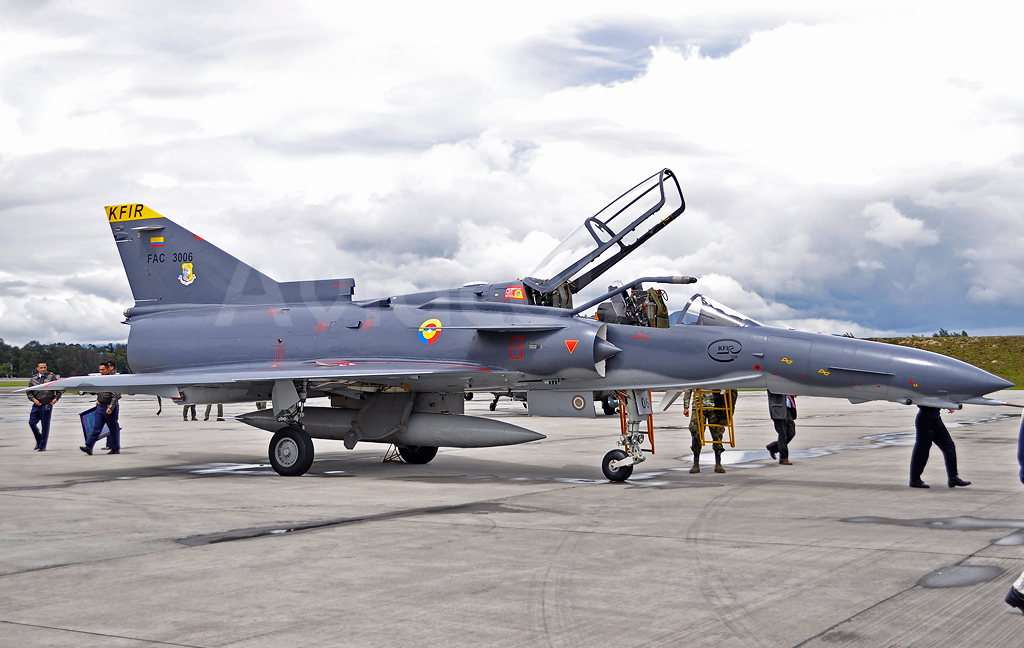
Kampfflugzeug Kfir C10

Die kolumbianischen Streitkräfte sind für den Kampf gegen links- und rechtsextremistische Gruppen ausgelegt und verfügen daher trotz hoher Militärausgaben über vergleichsweise wenige schwere Waffen. Die nachfolgend genannten Zahlen sind diversen Quellen entnommen.

### Infanterie
- 178.000 Mann
- 24 leichte Kampfpanzer
- 118 Radpanzer EE-9 Cascavel
- 28 Flugzeuge
- 106 Hubschrauber

Derzeit befindet sich Kolumbien in Verhandlungen mit Frankreich über den Kauf von 40 gebrauchten Leclerc-Kampfpanzern.

### Luftwaffe
- 7000 Mann
- 59 Kampfflugzeuge, u. a. 24 Super Tucano, 21 IAI Kfir und 14 A-37
- 66 Transportflugzeuge und Flugzeuge für Spezialmissionen
- 88 Hubschrauber, darunter 12 Bell 212 „Rapaz“ Kampfhubschrauber.

Museum in Tocancipá unter anderem mit einer Junkers Ju 52/mde und einer Junkers W34hi (Eröffnung Freigelände November 2016)

### Marine
- 15.000 Mann
- 4 Korvetten der Klasse FS 1500

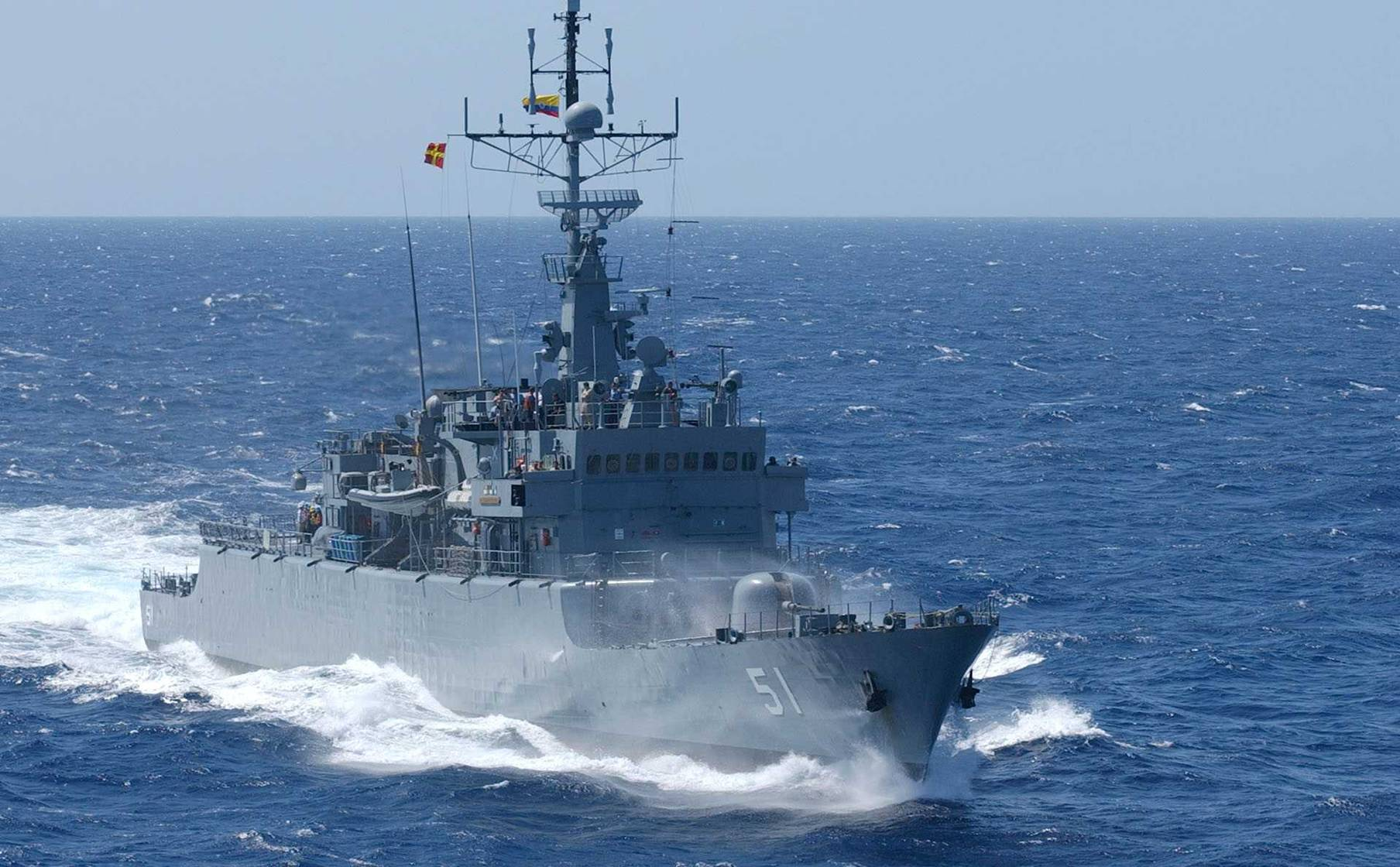
Korvette Almirante Padilla; 2006

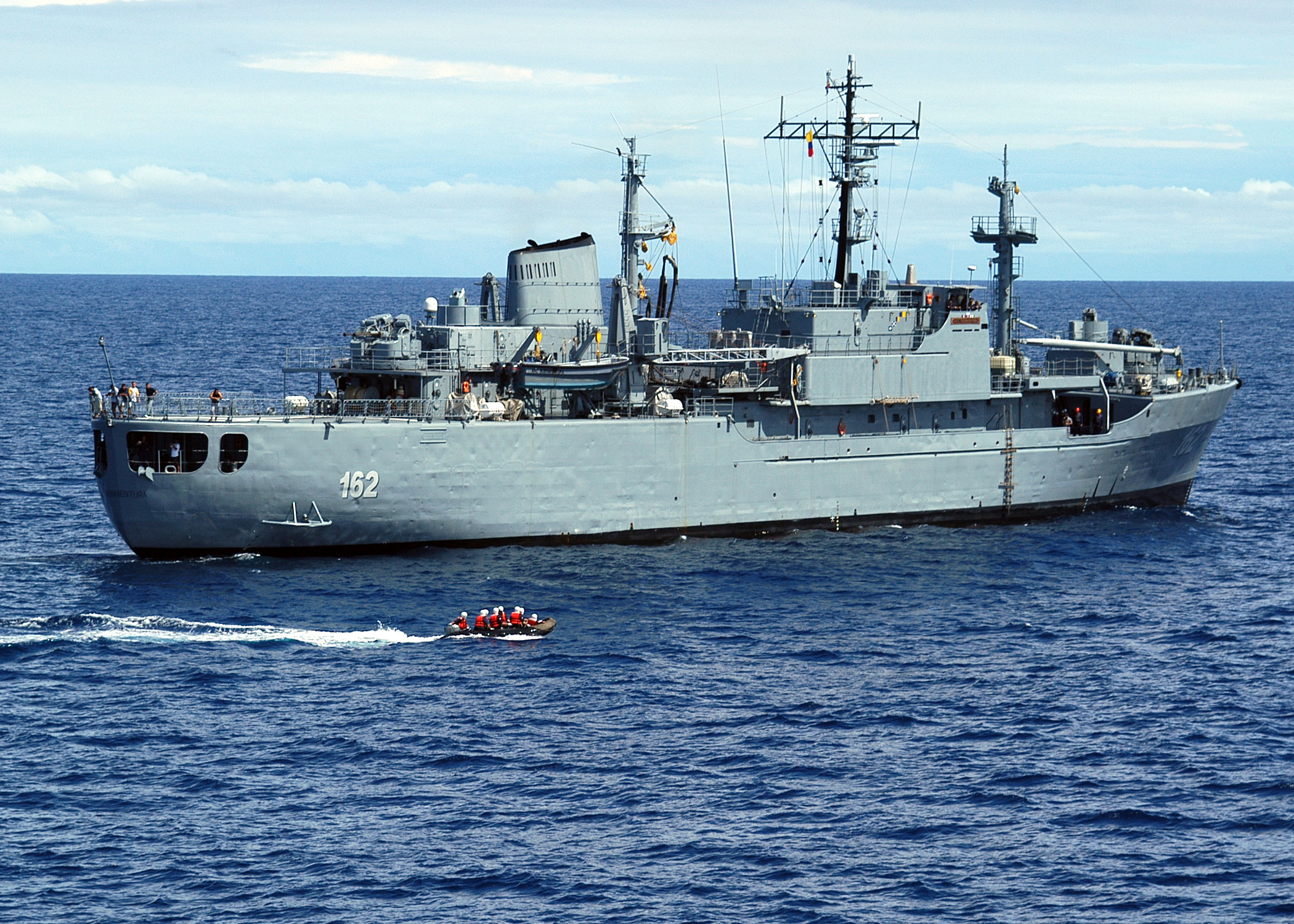
Tender Buenaventura (BL 162); 2007

- 4 U-Boote: 2 Boote der Pijao-Klasse, seit 27. August 2012 zwei Boote der U-Boot-Klasse 206[12]
- 56 Patrouillenboote
- 10 Amphibienfahrzeuge
- 10 Flugzeuge
- 18 Hubschrauber